# ميغيل سولانو
ميغيل سولانو (بالإسبانية: Miguel Solano)‏ هو مجدف إسباني، ولد في 29 أكتوبر 1946 في سانتونيا في إسبانيا.

## وصلات خارجية
- ميغيل سولانو على موقع الاتحاد الدولي للتجديف (الإنجليزية)
- ميغيل سولانو على موقع اللجنة الأولمبية الدولية (الإنجليزية)
- ميغيل سولانو على موقع أوليمبيديا (الإنجليزية)